# Języki tasmańskie
Języki tasmańskie – grupa kilku słabo poznanych języków bądź dialektów tubylczej ludności Tasmanii, którymi przed przybyciem Anglików mówiło około 5 tys. ludzi.  Przez Josepha Greenberga zostały zaliczone do indopacyficznej nadrodziny językowej.
Języki te wygasły ostatecznie w roku 1905 wraz ze śmiercią Fanny Cochrane Smith, ostatniej osoby, dla której tasmański był językiem ojczystym. Na uwagę zasługuje postulowany brak pokrewieństwa z językami australijskimi.